# Fredrik Lundberg (Unternehmer)
Fredrik Lundberg (* 5. August 1951) ist ein schwedischer Unternehmer.

## Leben
Lundberg studierte Wirtschaftswissenschaften in Stockholm. Von seinem Vater erhielt er die Kontrollmehrheit am schwedischen Unternehmen L E Lundbergföretagen. Nach Angaben des US-amerikanischen Forbes Magazin gehört Lundberg zu den reichsten Schweden. Lundberg ist verheiratet, hat zwei Kinder und wohnt in Stockholm.